# Pristidactylus nigroiugulus
Pristidactylus nigroiugulus är en ödleart som beskrevs av  José Miguel Cei SCOLARO och VIDELA 200. Pristidactylus nigroiugulus ingår i släktet Pristidactylus och familjen Polychrotidae. Inga underarter finns listade i Catalogue of Life.